# Acido ioxitalamico
L'acido ioxitalamico è una molecola chimica utilizzata come mezzo di contrasto ionico, monomero, ad elevata osmolalità.

## Usi clinici
L'acido ioxitalamico viene utilizzato in forma di sale sodico e di meglumina, in urografia, angiografia, arteriografia.

Il sale di meglumina si impiega anche in isterosalpingografia, uretrocistografia retrograda, angiocardiografia (ventricolografia, angiografia coronarica).

La sostanza si è dimostrata un ottimo opacizzante vascolare e delle vie urinarie.

Si ricorre inoltre alla assunzione del sale di meglumina per via orale quando è necessario provvedere alla opacizzazione del canale alimentare in caso di tomografia computerizzata dell'addome e della pelvi. Il composto si è dimostrato efficae al pari del più noto acido diatrizoico (nome commerciale Gastrografin)

## Controindicazioni
In pazienti con storia positiva di sensibilità allo iodio o sostanze iodate è opportuno valutare la possibilità di ricorrere ad altro mezzo di contrasto. Qualora permanessero le indicazioni all'uso dell'acido ioxitalamico è bene procedere con estrema cautela durante la somministrazione trovandosi pronti a trattare eventuali reazioni che potrebbero verificarsi.

## Effetti collaterali ed indesiderati
L'acido ioxitalamico in una piccola percentuale di pazienti può determinare una transitoria proteinuria.